# Estadio Monumental (Santiago)
Estadio Monumental David Arellano – stadion piłkarski, który znajduje się w Macul – dzielnicy chilijskiego miasta Santiago. Jest domowym stadionem popularnego klubu piłkarskiego CSD Colo-Colo. Może pomieścić 47 tys. widzów. Początkowo na stadion mogło przyjść aż 65 tys. widzów, jednak liczba ta została ograniczona z powodów bezpieczeństwa. Największą frekwencję (69 tys.) zanotowano w 1992 roku podczas spotkania CSD Colo-Colo z Universidadem. Obiekt ten był również miejscem rozegrania drugiego meczu finału Copa Libertadores 1991, w którym triumfowało właśnie CSD Colo-Colo. Monumental David Arellano jest wypożyczany niektórym chilijskim zespołom grającym w rozgrywkach międzynarodowych, a nieposiadającym dostatecznie pojemnego stadionu. Kilkakrotnie gościł również reprezentację Chile, gdy główny stadion kadry, Estadio Nacional, był niedostępny.